# 谢庄镇 (卧龙区)
谢庄镇，是中华人民共和国河南省南阳市卧龙区下辖的一个乡镇级行政单位。

## 行政区划
谢庄镇下辖以下地区：
谢庄村、孙庄村、刘庄村、毛田村、姚庄村、凉水泉村、匡庄村、田营村、掘地坪村、徐庄村、小王沟村、康营村、水牛冲村、董营村、斋公庄村、大庙村、龚河村、叶湾村和王营村。